# La Madonna della Ghirlanda
La Madonna della Ghirlanda (花冠のマドンナ?, Kakan no Madonna) è un manga scritto e disegnato da Chiho Saitō. L'opera è stata pubblicata da Shōgakukan sulla rivista Shōjo Comic dal 1992 al 1994 e in seguito raccolta in sette volumi tankōbon. L'edizione italiana è stata pubblicata da Star Comics nel corso del 2001-2002.

## Trama
A Padova, agli inizi del Cinquecento, vive Leonora, una giovane di grande bellezza proveniente da una nobile famiglia decaduta, che va in sposa a messer Paolo, figlio del signore della città. La prima notte di nozze, in attesa di consumare il matrimonio, Leonora scopre nella casa del suo sposo un quadro che la ritrae con una ghirlanda di fiori sul capo: si tratta della Madonna della Ghirlanda, un quadro di Leonardo da Vinci attorno al quale è sorta la leggenda che la donna ritratta sarà destinata a dominare l'Italia. Comprendendo che Paolo l'ha sposata solo per sete di potere, la giovane fugge da Padova col dipinto perché vuole incontrare Leonardo e interrogarlo in merito. Per celare la propria identità si taglia la lunga chioma, che scambia con abiti maschili dei quali si riveste, e si tinge i capelli di nero, ma mantiene l'orecchino color rosso rubino che la sua famiglia si tramanda da generazioni. Incontra poi Falco, il figlio del re di Napoli, che aveva intravisto il giorno prima a Padova all'uscita dalla chiesa, e fa con lui un tratto di strada. I famigliari di Leonora e Paolo sono però sulle tracce di lei: la raggiungono e la costringono a rimettersi i suoi panni soliti (compresa una parrucca fatta coi suoi capelli, acquistata dal rigattiere a cui li aveva ceduti) per ricondurla a casa. S'imbattono però in Cesare Borgia col suo seguito: egli intende rapire la Madonna della Ghirlanda per diventare il signore incontrastato di tutt'Italia, ma ciò gli è impedito da Falco, anch'egli innamorato della Madonna, che fugge con lei a cavallo. Leonora, ripresa l'identità maschile di Leo, giunge a Firenze e incontra Leonardo, che le racconta di averla vista da ragazzina e di essersi immaginato che aspetto avrebbe avuto dopo dieci anni. Le spiega anche che l'orecchino rosso è la chiave per sbloccare il suo immenso potere, ma che a tale scopo ne serve anche un altro (di colore blu) che in quel momento si trova a Roma. 
Leo/Leonora segue perciò Leonardo come apprendista nella Città Eterna, dove scopre che l'orecchino blu è portato da Lucrezia Borgia, sorella di Cesare; quest'ultimo si accorda con Leonardo perché l'aiuti a svelare l'arcano. Nel patto viene coinvolta anche Leonora, che si presenta in pubblico in compagnia di Cesare con l'aspetto della Madonna della Ghirlanda. Grazie alla camera oscura di Leonardo, essi scoprono che sui pendenti sono incise le due parti di una mappa che indica il paese di Pietra Murata.
Falco si reca anch'egli a Roma per sfidare a duello il Valentino, mettendo in palio la propria vita in cambio della libertà di Leonora e della restaurazione del Regno di Napoli. Il principe napoletano, avvelenato a sua insaputa con la cantarella, ha la peggio, e Cesare propone a Leonora di salvarlo se accetterà di diventare sua moglie. Leonardo però le rivela che non c'è antidoto per la cantarella, ma che ha scoperto una sostanza che potrebbe fungere da antidoto universale, e per somministrargliela rincorre il carro che sta riconducendo a Napoli Falco morente. Il principe si salva, e per depistare le spie di Cesare i suoi servitori seppelliscono un altro cadavere fingendo che si tratti del suo. Falco, Leonora e Leonardo si recano allora a Pietra Murata, paese abbandonato a causa di un'epidemia che ha sterminato i suoi abitanti e ridottosi a un covo di briganti. La sorella del loro capo narra che i sotterranei della torre racchiuderebbero il Leone di Smeraldo, la spada fatata che donerebbe il potere sull'Italia, ma che è pericoloso avvicinarvisi a causa dei cristalli velenosi che vi crescono. Su suggerimento di Leonardo, Leonora riesce a estrarre la spada incastrando l'orecchino in un apposito alloggiamento nell'elsa, ma subito la rimette a posto per evitare che i cristalli sprigionino altro veleno. Sopraggiunge quindi Sandro, il capo dei banditi, che sfida Falco a duello: sconfitto, si mette al suo servizio con tutta la banda.
Arriva a Pietra Murata anche Cesare Borgia con le sue truppe. Il piano ordito da Falco prevede di sterminarle con gli effluvi velenosi, ma quando il Valentino è sul punto di soccombere, Leonora, ricordando il tenero affetto che lo lega alla sorella Lucrezia, ne ha pietà e gli salva la vita, cosa che suscita la gelosia di Falco, che per nascondere la propria identità ora si presenta come F., il nuovo capo dei banditi.
Leonardo, dal canto suo, compie esperimenti sui cristalli scoprendo che gli effetti della sostanza di cui sono composti possono essere curativi o mortiferi a seconda del dosaggio. Grazie a un loro distillato, Leonora cura una ragazza malata di peste e si crea, suo malgrado, la fama di guaritrice miracolosa. 
La stessa sostanza, in forma di veleno, viene usata dal Valentino per piegare la resistenza delle città che si oppongono al suo dominio, sparsa dal cielo per mezzo di palloni aerostatici progettati da Leonardo. Per impedire quest'utilizzo nefando, Fabio, Leonora (nei panni di Leo) e Sandro irrompono nel palazzo di Cesare. Falco e Sandro riescono a fuggire grazie all'aiuto insperato di Oro, capo dei banditi dell'Urbe, mentre Leo è catturata. Sandro torna per liberarla, ma viene catturato a sua volta. Cesare scopre la vera identità di Leo e le dichiara il suo amore; la fanciulla dapprima è confusa, ma rivedendo il dipinto della Madonna della Ghirlanda decide di respingere le profferte del Borgia.
Nel frattempo, Falco e Oro mettono a punto un piano per liberare Leo e Sandro, che consiste nel rapire il papa Alessandro VI durante una gita fluviale sul Tevere e scambiarlo con i prigionieri. Questi ottengono così la libertà, ma Oro è fermata da Cesare, che con le lusinghe le propone di assumere lei l'identità della Madonna della Ghirlanda, operando miracoli di guarigione grazie ai distillati dei cristalli. Inoltre, allo scopo di stanare Eleonora, Cesare fa massacrare i malati accorsi a Pietra Murata. Scoperto il misfatto, la giovane padovana torna a Roma e si confronta pubblicamente con l'altra impersonatrice della Madonna della Ghirlanda: grazie a un insperato fenomeno atmosferico, viene riconosciuta come quella autentica. Il Valentino scopre poi che Falco è ancora vivo e vorrebbe chiudere definitivamente i conti con lui, ma viene fermato dal cardinale Della Rovere, che dà asilo al principe di Napoli nel proprio palazzo.
Cesare decide allora di cambiare strategia: chiede il permesso di accompagnare Leonora  a Milano per mostrare al re di Francia Luigi XII la Madonna della Ghirlanda; Leonora, avendo ottenuto di essere scortata da Sandro, accetta perché pensa che ciò possa aiutare Falco a recuperare il suo regno. Durante il viaggio di ritorno, Cesare riesce a deflorare Leonora, che da allora si sente indegna di Falco.
Avendo scoperto che il Valentino intende compiere un attacco chimico su Napoli, dove Falco si è spostato con i suoi partigiani, Leonora provoca il crollo della grotta dei cristalli rimovendo completamente la spada Leone di Smeraldo. Alla notizia di ciò, Cesare per la rabbia distrugge il dipinto della Madonna della Ghirlanda. Il papa suo padre muore di peste mentre Cesare, per vendicarsi, avvelena anche Leonora con la cantarella, ma Falco la salva utilizzando l'ultima fiala di antidoto preparata da Leonardo.
Nel conclave successivo, il cardinale Della Rovere propone la Madonna della Ghirlanda come papessa: Leonora accetta per ripristinare l'indipendenza del Regno di Napoli, e assume il nome di Leo X. Si reca a Napoli per incoronare Falco, concordando col cardinale che l'ha sponsorizzata che dopo si ritirerebbe in un convento sull'isola di Maiorca. Quando Falco apprende di quest'accordo, rapisce Leonora/Leo con l'intenzione di sposarla una volta calmate le acque, ma durante la fuga viene ferito gravemente. Leonora, disperata, prega Dio di salvare il suo amato, sacrificando la spada Leone di Smeraldo, che getta in un lago. Al suo ritorno, Falco si è miracolosamente ristabilito. Poiché Napoli, in assenza del suo legittimo re, è stata nuovamente occupata dall'esercito spagnolo, Leonora e Falco congedano Sandro e la sua banda e partono a cavallo verso una nuova vita.
Nel 1507 il Valentino muore sul campo di battaglia. Alla morte di Giulio II, nel 1511, il cardinale de' Medici assume il nome di Leone X in onore della papessa che un tempo l'aveva portato, la cui storia non potrà essere tramandata ufficialmente.

## Personaggi

### Immaginari
Leonora
La protagonista della storia. Giovane padovana di famiglia nobile, benché decaduta.
Messer Paolo
Sposo di Leonora, definito come "figlio del re di Padova". Non consuma il matrimonio.
Don Popolo
Consigliere di messer Paolo
Falco
Figlio del re di Napoli detronizzato.
Sandro
Capo dei banditi di Pietra Murata, poi amico e servitore di Falco e Leonora.
Chiara
Sorella di Sandro. È lei ad accogliere Leonora, Falco e Leonardo da Vinci a Pietra Murata.
Oro
Giovane donna a capo dei banditi della città di Roma.
Francesco
Chierichetto adibito al servizio delle cerimonie papali. Aiuta Leonora, dopo la sua elezione a papessa Leo X, a fuggire con Falco.

### Storici
Cesare Borgia (il Valentino)
Capitano generale della Chiesa. Desidera impadronirsi dell'intera penisola italiana per fondare un proprio impero.
Michele da Coreglia (don Michelotto)
Il braccio destro del Valentino, pronto ad eseguire ogni suo ordine, compreso quello di omicidio.
Leonardo da Vinci
Artista e scienziato, autore del dipinto della Madonna della Ghirlanda da cui dipende l'inizio della vicenda.
Salaì
Allievo di Leonardo. Spia il proprio maestro e ne riferisce i movimenti a Cesare Borgia.
Raffaello Sanzio
Giovane pittore urbinate. Incontra per la prima volta Falco e Leo mentre si sta recando a Firenze per conoscere Leonardo e Michelangelo.
Papa Alessandro VI
Padre di Cesare e Lucrezia Borgia. Regna sulla Chiesa all'inizio della vicenda.
Lucrezia Borgia
Sorella di Cesare e figlia di papa Alessandro VI. Appare nella vicenda mentre sta per andare in sposa al duca di Ferrara. Si adombra il fatto che abbia col fratello un rapporto incestuoso.
Luigi XII di Francia
Re di Francia. Si trova in Italia per le sue mire sul Ducato di Milano
Giuliano della Rovere
Cardinale in contrasto con Alessandro VI. Intende manovrare Leonora e Falco a nocumento del papa in carica. Dopo la fuga di Leonora diventa papa col nome di Giulio II.
Papa Leone X
Successore di Giulio II al soglio pontificio.

## Pubblicazione
Il manga è stato scritto e disegnato da Chiho Saitō. L'opera è stata inizialmente serializzata dal 1992 al 1994 sulla rivista Shōjo Comic dalla casa editrice Shōgakukan e in seguito è raccolta in sette volumi monografici tankōbon. L'edizione italiana è stata pubblicata da Star Comics a cadenza trimestrale sui numeri 44, 47, 50, 53, 56, 59 e 62 della collana Amici tra il 2001 e il 2002.